# Gloria Morell
Victoria Torres Chavero (Ciudad de México, 16 de septiembre de 1918-Ciudad de México, 15 de abril de 2005), conocida como Gloria Morell, fue una actriz mexicana.

## Biografía y carrera
Hija del matrimonio de los actores Ángel T. Sala y Herminia Chavero y sobrina del actor Leopoldo «Chato» Ortin.
Gloria comenzó su carrera a la edad de 17 años en 1934 en la cinta Payasadas de la vida; primera película sonora de tema circense a lado de figuras como Manuel Medel, Ramón Pereda y Toña la Negra. En 1935 protagoniza la cinta Rosario a lado del actor Pedro Armendariz.
Incursionó en 1937 en la película Don Juan Tenorio, donde compartió escenas con René Cardona.
Fue mayormente actriz de cine alcanzando su esplendor en la década de los treinta y cuarenta, también incursionó en el campo del periodismo cinematográfico.
Debutó en televisión en la década de los ochenta en producciones de Televisa, donde se mantuvo vigente hasta su retiro en 2001.

## Muerte
Gloria Falleció de Cáncer el 15 de abril de 2005, a los 87 años. Sus restos fueron incinerados y sus cenizas descansan en una Cripta en el Panteón Español

## Filmografía

### Películas
- Los años de Greta (1992) .... Lucila, vecina anciana[6]
- Jefe de vigilancia (1992)
- Reto a la muerte (1990)
- María de mi corazón (1979) .... Enfermera mental
- La vida difícil de una mujer fácil (1979)
- Cananea (1978) .... Accionista
- El vals sin fin (1972) .... Invitada en la fiesta
- Triángulo (1972) .... María de la Encarnación
- Cuando se vuelve a Dios (1969) .... Mari
- Ambiciosa (1953) .... Cristina
- Necesito dinero (1952) .... Genevieve
- Cárcel de mujeres (1951) .... Gloria prisionera
- Gemma (1950)
- Sendas del destino (1945)
- El padre Morelos (1943) .... Brigida Almonte[7]
- La reina del río (1939) .... La joven
- El indio (1939) .... Cristina
- Mientras México duerme (1938) .... Margarita
- Huapango (1938) .... Aurora
- Don Juán Tenorio (1937) .... Doña Inés
- La honradez es un estorbo (1937) .... Elena
- Suprema Ley (1937) .... Clotilde[8]
- El rosal bendito (1936) .... Eva[9]
- ¿Que hago con la criatura? (1936) .... Violeta[10]
- Rosario (1935) .... Rosario
- Payasadas de la vida (1934) .... Gloria

### Telenovelas
- Mujer bonita (2001) .... Josefita
- La Usurpadora (1998) .... Doña Zenaida
- María Isabel (1997) .... Benigna
- Pobre niña rica (1995)
- El abuelo y yo (1992) .... Esther
- Mujer, casos de la vida real (1991-1997)
- Amor de nadie (1990) .... Julieta
- Simplemente María (1989)
- Rosa salvaje (1987-1988) .... Nana Eduviges
- Los años pasan (1985) ....
- Casa de Huéspedes (1965)